# 吡哆醛激酶
吡哆醛激酶（英語：pyridoxal kinase；EC 2.7.1.35）在酶学中是一个催化如下化学反应的酶：
ATP + 吡哆醛{\displaystyle \rightleftharpoons } ADP + 吡哆醛5'-磷酸
因此，此酶的两个底物分别是ATP与吡哆醛，而它的两个产物则是ADP与吡哆醛5'-磷酸。
此酶属于转移酶家族，特异性地转移含磷基团（磷酸转移酶）并并以醇基作为受体。此酶类的系统命名为ATP：吡哆醛5'-磷酸转移酶。通常使用的其他名称包括吡哆醛激酶（磷酸化）、吡哆醛5-磷酸激酶、吡哆醛磷酸激酶以及吡哆醇激酶。此酶参与维生素B6代谢。

## 结构研究
2007年，此酶的结构已被解决，其蛋白质数据库新增编号为：1LHP，1LHR，1RFT，1RFU，1RFV，1TD2，1VI9，1YGJ，1YGK，1YHJ，2AJP，2DDM，2DDO，2DDW与2F7K。